# Diócesis de Panonia
La diócesis de Panonia o diócesis de Ilírico occidental (Dioecesis Illyricum Pannoniae) fue una división administrativa del Imperio romano utilizada durante su periodo conocido como «Bajo Imperio». Agrupaba, un total de siete provincias y a su vez, formó parte de las prefecturas de  Italia e Iliria.

## Las diócesis como unidades administrativas
Durante la tetrarquía de Diocleciano se realizó una profunda reorganización de la Administración imperial en la que uno de los aspectos más destacados fue la creación de un buen número de provincias mediante la división de las existentes. Parece ser que el objetivo de esta reforma era el aumento del número de gobernadores y la reducción de su ámbito de actuación para que esta se desarrollase más eficazmente. Para hacer posible el control del gran número de provincias desde la Administración central, estas se agruparon, entonces, en varias «diócesis» que eran supervisadas por un «vicario» (vices agens praefectorum praetorio) en representación del prefecto del pretorio. Para 297 se crearon un total de doce diócesis: seis en occidente, tres en la península balcánica y tres en oriente.

## Historia

### Dentro de la estructura administrativa del Imperio
La dióceis de Panonia fue una de las tres que se formaron en la península de los Balcanes. Agrupaba siete provincias: seis nuevas que habían surgido al dividir las anteriores Nórico y Panonia además de Dalmacia que permaneció inalterada.
Tras su creación fue asignada al augusto Diocleciano quien, a su vez, la dejó en manos de su césar Galerio. Después de la abdicación de ambos augustos en 305 y las posteriores guerras civiles acabó cayendo en manos de Constantino tras cuya muerte formó parte del área gobernada por su hijo Constante como parte de la prefectura del pretorio de Italia. Asesinado este por Magnencio en 350, fue controlada por el usurpador hasta ser derrotado por Constancio II en 353 quién, poco antes de su muerte, la incluyó en la prefectura del pretorio de Iliria. Pasó a Juliano, quién unificó el Imperio en su persona y tras su muerte, a Valentiniano junto a las dióceis de Dacia y Macedonia, ya que quedó dentro de la mitad occidental en la partición realizada con su hermano Valente en el año 364. El hijo de Valentiniano, Graciano, separó, en 379, esas dos diócesis y las cedió a Teodosio mientras que incorporó Panonia a la prefectura de Italia. En 383 Magno Máximo se proclamó emperador, asesinó a Graciano y controló la prefectura de la Galia. Fue reconocido, finalmente, por Teodosio y en 384 se pactó un reparto del Imperio en el que Valentiniano II (el hijo de Graciano) obtuvo las prefecturas de Italia e Ilírico ahora, con Dacia y Macedonia devueltas por Teodosio. Parece ser que este volvió a recuperarlas al casarse con Flavia Gala (hermana de Valentiniano II) en 387. Posteriormente unificó brevemente el Imperio en su persona y a su muerte, en 395, se dividió definitivamente. Panonia quedó dentro de la mitad occidental como parte de la prefectura de Italia mientras que Dacia y Macedonia quedaron en la oriental.

### Los ataques de cuados y sármatas
Como diócesis fronteriza, sufrió invasiones durante los siglos IV y V. En 322 grupos de sármatas dirigidos por Rausimodus invadieron la provincia de Panonia Valeria aunque fueron rechazados por Constantino quien los expulso y persiguió dentro de su territorio. Estos sufrían la presión de sus vecinos godos y como mejor política, los romanos asentaron un gran número de ellos en Panonia e Italia mientras que ayudaron a los que permanecieron en su lucha contra los godos. Durante el gobierno de Constancio II, en 356, los cuados realizaron pillajes en Panonia Valeria a la vez que los sármatas lo hacían en Pannonia Secunda. El emperador acudió a Sirmio con el ejército y en abril de 358, tras cruzar el Danubio, atacó a ambas tribus hasta conseguir que retornasen al estatus de reinos clientes del Imperio. Volvieron a invadir las provincias panonias en julio de 374 amenazando la ciudad de Sirmium y pudieron ser, de nuevo, rechazados por los romanos. El paso de un gran número de godos al sur del Danubio en 376 llevó a que desapareciese la presión que estos ejercían sobre cuados y sármatas con el resultado positivo de que las provincias panonias se vieron libres de sus invasiones durante los siguientes años.

### Tras el desastre de Adrianópolis
Durante el verano de 376 se vivió una situación caótica en el bajo Danubio por la llegada de grandes grupos de godos que huían de los hunos. Aquellos entraron en el Imperio con su consentimiento pero al poco estalló la guerra donde los romanos sufrieron una catastrófica derrota en Adrianópolis. Dentro del ejército godo había un grupo mixto de godos, alanos y hunos comandado por el alano Sáfrax y el godo Alateo que, tras la batalla, realizaron correrías por los Balcanes y finalmente se instalaron en las provincias panonias. Fueron atacados por las tropas romanas aunque sin mucho éxito por lo que en 380 se acordó con ellos otorgarles un asentamiento como foederati en el valle del río Drava, dentro de la provincia de Panonia Savia. Igualmente, también grupos de marcomanos fueron admitidos dentro de la provincia de Panonia Primera.

### La desaparición dellimesdanubiano y pérdida de las provincias
El asentamiento de federados en las provincias danubianas de la diócesis llevó a un paulatino abandono por las tropas romanas. Se hizo cada vez más difícil mantener la disciplina y completar las unidades mientras que las pagas de los soldados llegaron cada vez con mayor dificultad.
Los invasores de Italia durante el gobierno de Honorio atravesaron el limes varias veces camino de la península ítálica: vándalos y alanos en 401, Alarico en 401, Radagaiso en 405 y nuevamente, Alarico en 408. Los hunos ocuparon en 420 Panonia Valeria y Segunda que pudieron ser recuperadas en 427 para tener que cederlas, de nuevo, a los hunos en 433.  En 451 Atila cruzó el norte de la dióceis con sus hunos camino de la Galia y sembró la destrucción por donde pasó. La posterior desaparición de su Imperio tras la batalla de Nedao en 454 hizo que los pueblos germánicos sometidos a los hunos se independizasen y buscasen aprovechar la debilidad del Imperio occidental. De esta manera, los rugios crearon un reino junto al Danubio y sometieron a pillajes y tributos la provincia de Nórico Ripense. Los ostrogodos, por su parte, invadieron las provincias del centro mientras que Dalmacia permaneció bajo el control de la corte de Rávena y tras la desaparición del Imperio en 476, se mantuvo unos años bajo el control de Julio Nepote hasta que fue conquistada por Odoacro para su reino italiano.

## Características

Diócesis de Panonia y sus provincias

La característica más notable era su situación fronteriza y el río Danubio —que la limitaba por el norte— separaba al territorio imperial del Barbaricum. Presentaba tres áreas geográficas principales: los Alpes orientales, en el oeste, la llanura panónica, en la parte central, y la cordillera de los Alpes dináricos con la costa dálmata, en el sur.
Dentro de la citada llanura panónica se encontraba el lago Balatón para el que, durante el gobierno de Galerio, se construyeron canales que evitaban sus crecidas y permitieron ganar tierra cultivable. En ella fueron asentados grupos de carpos.
Sus principales calzadas se dirigían de este a oeste y comunicaban el norte de Italia con el Imperio oriental discurriendo junto al Danubio, por la llanura panónica y cerca de la costa dálmata. Otras vías, por su parte conectaban las anteriores con la costa, siguiendo un trazado de norte a sur y atravesando los Alpes Dináricos. Destacaban como cruce de caminos las poblaciones de Poetovio (Ptuj) y Sirmium (Sremska Mitrovica), la capital de la diócesis.

## Organización administrativa
La diócesis agrupó las provincias occidentales de la península balcánica que eran:
Noricum ripense creada a partir de Nórico.
Noricum mediterraneum. Creada a partir de Nórico.
Pannonia Prima creada a partir de Panonia Superior.
Pannonia Savia creada a partir de Panonia Superior.
Pannonia Valeria creada a partir de Panonia Inferior.
Pannonia Secunda creada a partir de Panonia Inferior.
Dalmatia que permaneció intalterada.
Aunque, teóricamente, estaba gobernada por un vicario, el prefecto del pretorio asumía el control directo cuando residía en Sirmium.  Además del vicario, también existían otros representantes de la Administración central:
- El magister officiorum controlaba los arsenales situados en Sirmium, Acincuin, Carnutum, Lauriacum y Salona.[26]

- El comes sacrarum largitionum —quien administraba las finanzas del Imperio— tenía a:

Un comes largitiorum per Illyricum.
Un delegado general (rationalis summarum) o delegado de los impuestos para Panonia Segunda, Panonia Savia y Dalmacia.
Un delegado general (rationalis summarum) o delegado de los impuestos para Panonia Primera, Panonia Valeria, Nórico Ripense y Nórico Mediterráneo.
Intendentes del tesoro (praepositus thesaurorum) en Salona, Siscia y Savaria.
Encargados de las monedas (procurator monetae) en Siscia.
Encargados de factorías textiles gubernamentales (procurator gynaecii) en Bassiana, Sirmio y Aspalato.
Encargados de las tintorerías gubernamentales (procurator linyfiorum) en Salona.
Un conde del mercado (comes commerciorum) que cubría todo el Ilírico.
- El comes rerum privatarum —quien gestionaba el patrimonio imperial así como personal del emperador— también contaba con un representante: el rationalis rei private o delegado.[31]

## Despliegue militar
Contaba con un cuerpo de comitatenses al mando del comes Illyrici. Se componía de 13 500 soldados repartidos en:
13 unidades de auxilia palatina (500 hombres c.u.)
5 legiones comitatenses (1000 hombres c.u.)
4 legiones pseudocomitatenses (500 hombres c.u.)
La defensa de la frontera danubiana estaba al cargo de cuatro duces:
Dux Raetiae I et II
Dux Pannoniae primae et Norici ripensis
Dux Valeriae ripensis
Dux Pannoniae secundae ripariensis et Saviae

## Emperadores nacidos en Panonia
Varios emperadores durante el Bajo Imperio nacieron en poblaciones de Panonia:
Diocleciano (nacido en Salona y que gobernó de 284 a 305)
Maximiano (nacido en Sirmio y que gobernó de 286 a 305)
Constancio II (nacido en Sirmio y que gobernó de 286 a 305)
Valentiniano (nacido en Sibalae y que gobernó de 364 a 375)
Valente (nacido en Sibalae y que gobernó de 364 a 378)